# Agonum sexpunctatum
Espèce
Synonymes
- Agonum (Olisares) sexpunctatum (Linnaeus, 1758)[2]
- Anchomenus sexpunctatus (Linnaeus, 1758)[2]
- Platynus mattosi (Paulino d'Oliveira, 1882)[2]

Agonum sexpunctatum est une espèce d'insectes coléoptères de la famille des carabidés.